# オハイオ大学
オハイオ大学（オハイオだいがく、Ohio University）はアメリカ合衆国オハイオ州アセンズ市にある州立総合大学。1804年創立のオハイオ州最古の大学であり、特にジャーナリズム、スポーツ・アドミニストレーション、航空学、会計学、地域研究で名高い。

## 概要
オハイオ大学は、北西部条例(ほくせいぶじょうれい、英:Northwest Ordinance)北西部条例で定められた地区（アメリカ合衆国が統治する最初の領土（テリトリー、territory）として、五大湖の南、オハイオ川の北と西、ミシシッピ川の東の地域を北西部領土と規定）では最古の大学である。

## 学部・大学院
- College of Arts & Sciences
- Scripps College of Communication
- Russ College of Engineering and Technology
- College of Business
- College of Fine Arts
- College of Education
- College of Health and Human Services
- Honors Tutorial College
- University College
- College of Osteopathic Medicine
- Center for International Studies

## 著名な出身者
- 羽鳥成一郎 - 元エスエス製薬社長、元エイボン・プロダクツ社長
- 山田満 - 政治学、早稲田大学教授
- 山本佐知子 - 政治家